# Линн (округ, Айова)
Линн (англ. Linn County) — округ в США, штате Айова. На 2000 год численность населения составляла 191 702 человек. По оценке бюро переписи населения США в 2009 году население округа составляло 209 226 человек. Окружным центром является город Сидар-Рапидс.

## История
Округ Линн был сформирован 21 декабря 1837 года.

## География
Согласно данным Бюро переписи населения США площадь округа Линн составляет 1858 км².

### Основные шоссе
- Федеральная автострада 380/Автострада 27
- Шоссе 30
- Шоссе 151
- Шоссе 218
- Автострада 1
- Автострада 13

### Соседние округа
- Бентон  (запад)
- Бьюкенен  (северо-запад)
- Сидар  (юго-восток)
- Делавэр  (северо-восток)
- Айова  (юго-запад)
- Джонсон  (юг)
- Джонс  (восток)

## Климат
Согласно данным представленным Национальной метеорологической службой США в округе Линн преимущественно влажный континентальный климат, который, по классификации климатов Кёппена, сокращённо обозначается на климатических картах аббревиатурой «Dfa». Среднегодовая температура составляет около +9,0 C°.

## Демография
По данным переписи населения 2000 года в округе проживало 191 702 жителей. Среди них 24,3 % составляли дети до 18 лет, 12,7 % люди возрастом более 65 лет. 50,9 % населения составляли женщины.
Национальный состав был следующим: 91,9 % белых, 3,8 % афроамериканцев, 0,4 % представителей коренных народов, 2,1 % азиатов, 2,5 % латиноамериканцев. 1,7 % населения являлись представителями двух или более рас.
Средний доход на душу населения в округе составлял $22977. 9,3 % населения имело доход ниже прожиточного минимума. Средний доход на домохозяйство составлял $55173.
Также 90,6 % взрослого населения имело законченное среднее образование, а 27,7 % имело высшее образование.